# 白尚成
白尚成（1962年11月—），男，回族，河南孟县人，中华人民共和国政治人物。中央党校在职研究生班经济学专业毕业，中央党校研究生学历。

## 生平
1980年10月参加工作。1985年8月加入中国共产党。2008年1月任宁夏固原市委副书记、市长。2008年起担任全国人大代表。2012年10月任吴忠市市长。2013年，担任全国人大代表。2015年5月，担任银川市委副书记、代市长，宁夏银川综合保税区党工委书记、管委会主任。同年8月，担任中共银川市委副书记，市长。
2017年6月，任中共宁夏回族自治区党委常委、统战部部长。2018年1月，当选第十三届全国政协委员。
2022年1月，当选为宁夏回族自治区人大常委会副主任。2023年3月，出任全国人大民族委员会副主任委員。